# Зорин, Иван Иванович
Иван Иванович Зорин — советский хозяйственный, государственный и политический деятель.

## Биография
Родился в 1908 году в Коломне. Член КПСС.
С 1931 года — на хозяйственной, общественной и политической работе. В 1931—1970 гг. — мастер, начальник участка, заместитель начальника цеха, начальник Технического отдела завода № 37, главный техник завода № 137, главный техник завода № 347, директор завода № 182 , главный инженер завода № 347, главный инженер машиностроительного завода имени С. М. Кирова, заместитель председателя СНХ Алма-Атинского экономического административного района, председатель СНХ Северо-Казахстанского экономического административного района, заместитель, 1-й заместитель председателя СНХ Целинного экономического административного района, заместитель председателя Совета Министров Казахской ССР.
Умер в Алма-Ате в 1983 году. Похоронен на Алматинском кладбище на проспекте Рыскулова